# Giải bóng đá hạng ba quốc gia Cộng hòa Síp 1988–89
Giải bóng đá hạng ba quốc gia Cộng hòa Síp 1988–89 là mùa giải thứ 18 của giải bóng đá hạng ba Cộng hòa Síp. Digenis Akritas Ipsona giành danh hiệu thứ 2.

## Thể thức thi đấu
Có 14 đội bóng tham gia Giải bóng đá hạng ba quốc gia Cộng hòa Síp 1988–89. Tất cả các đội thi đấu với nhau hai lần, một ở sân nhà và một ở sân khách. Đội bóng nhiều điểm nhất vào cuối mùa giải sẽ là đội vô địch. Hai đội đầu bảng sẽ lên chơi ở Giải bóng đá hạng nhì quốc gia Cộng hòa Síp 1989–90. Ba đội cuối bảng xuống chơi tại Giải bóng đá hạng tư quốc gia Cộng hòa Síp 1989–90.

### Hệ thống điểm
Các đội bóng nhận được 2 điểm cho một trận thắng, 1 điểm cho một trận hòa và 0 điểm cho một trận thua.

## Bảng xếp hạng
| Vị thứ | Đội bóng                  | St. | T. | H. | B. | BT. | BB. | BT. | Đ  | Ghi chú                                                                 |
| ------ | ------------------------- | --- | -- | -- | -- | --- | --- | --- | -- | ----------------------------------------------------------------------- |
| 1      | Digenis Akritas Ipsona    | 26  |    |    |    | 45  | 21  | +24 | 35 | Vô địch-Thăng hạng Giải bóng đá hạng nhì quốc gia Cộng hòa Síp 1989–90. |
| 2      | AEZ Zakakiou              | 26  |    |    |    | 34  | 23  | +11 | 32 | Thăng hạng Giải bóng đá hạng nhì quốc gia Cộng hòa Síp 1989–90.         |
| 3      | AEK Katholiki             | 26  |    |    |    | 45  | 30  | +15 | 31 |                                                                         |
| 4      | PAEEK FC                  | 26  |    |    |    | 38  | 32  | +6  | 28 |                                                                         |
| 5      | Othellos Athienou FC      | 26  |    |    |    | 28  | 28  | 0   | 25 |                                                                         |
| 6      | OXEN Peristeronas         | 26  |    |    |    | 29  | 31  | -2  | 25 |                                                                         |
| 7      | Ethnikos Assia FC         | 26  |    |    |    | 21  | 23  | -2  | 25 |                                                                         |
| 8      | Orfeas Athienou           | 26  |    |    |    | 33  | 36  | -3  | 25 |                                                                         |
| 9      | Kentro Neotitas Maroniton | 26  |    |    |    | 24  | 30  | -6  | 25 |                                                                         |
| 10     | ASO Ormideia              | 26  |    |    |    | 26  | 35  | -9  | 25 |                                                                         |
| 11     | Neos Aionas Trikomou      | 26  |    |    |    | 28  | 35  | -7  | 25 |                                                                         |
| 12     | APEAN Ayia Napa           | 26  |    |    |    | 33  | 35  | -2  | 24 | Xuống hạng Giải bóng đá hạng tư quốc gia Cộng hòa Síp 1989–90.          |
| 13     | Iraklis Gerolakkou        | 26  |    |    |    | 31  | 39  | -8  | 21 | Xuống hạng Giải bóng đá hạng tư quốc gia Cộng hòa Síp 1989–90.          |
| 14     | Libanos Kormakiti         | 26  |    |    |    | 24  | 41  | -17 | 20 | Xuống hạng Giải bóng đá hạng tư quốc gia Cộng hòa Síp 1989–90.          |

Hệ thống điểm: Thắng=2 điểm, Hòa=1 điểm, Thua=0 điểm
Luật xếp hạng: 1) Điểm, 2) Hiệu số, 3) Bàn thắng